# Betty Weiss

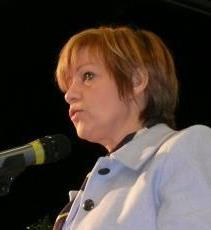
Betty Weiss

Betty Weiss (* 26. Mai 1959 in Châtel-Guyon; † 31. Dezember 2009 in Clermont-Ferrand) war eine französische Sportfunktionärin.

## Leben
Betty Weiss besuchte die weiterführende Schule Lycée Michel de l’Hospital in Riom und erwarb dort 1977 ihr Baccalauréat.
Nachdem sie ihr Fachhochschulstudium im Bereich Unternehmens- und Organisationsführung am Institut universitaire de technologie (IUT) in Clermont-Ferrand 1979 mit einem Diplom abgeschlossen hatte, arbeitete sie zunächst in der Privatwirtschaft. Im Jahr 1992 wechselte sie dann in den öffentlichen Dienst, wo sie zunächst bei der Wasserbehörde der Region Loire-Bretagne arbeitete. 1999 wechselte sie als Kabinettschefin und Generaldirektorin in das Office National de la Chasse et de la Faune Sauvage (Amt für Jagd und Wildtiere). 1998 wurde Betty Weiss zunächst ehrenamtlich in den Vorstand des Sport- und Kulturbundes FSCF (Fédération sportive et culturelle de France) gewählt. Seit 2002 war sie dort hauptberuflich tätig und wurde die Leiterin der Organisation. Sie übernahm das Amt von ihrem Vorgänger Jean-Marie Jouaret.
In dieser Funktion wirkte sie auch an der Arbeit im Bereich Sport der Assemblée nationale mit und vertrat den französischen FSCF im Sozialrat der Sportbewegung Conseil Social du Mouvement Sportif (CosMoS) sowie im Verwaltungsrat des Nationalverbands der Freiluftsportstätten Union Nationale des Centres Sportifs de Plein Air (UCPA). Darüber hinaus war sie Generalsekretärin der Verbands- und Vereinskoordinierung für Kultur und Kommunikation Coordination des Fédérations et des Associations de Culture et de Communication (CFACC).

## Vereinsengagement
Bereits seit jungen Jahren betrieb sie Turnen, Twirling und Tanz im Sport- und Kulturverein Union fraternelle d’Aubière und bildete dort ab 1976 zuerst den Nachwuchs und später – parallel zu ihrem Studium – eine Erwachsenengruppe (Turnen und Laufen) aus. Diese ehrenamtlichen Aktivitäten verhalfen ihr 1992 in das Departementskomitee des französischen Sport- und Kulturbunds FSCF von Puy-de-Dôme.
Von 1996 bis 1999 war sie Präsidentin der Union fraternelle d’Aubière. Mit ihrer Wahl in das Leitungskomitee des französischen Sport- und Kulturbunds FSCF übernahm sie dort umgehend das nationale Büro und beteiligte sich in dieser Funktion an der nationalen Leitung des olympischen Tages 2000.

## Erste Leiterin des französischen Sport- und Kulturbundes FSCF
Sie übernahm 2002 das Amt von Jean-Marie Jouaret und wurde damit zur ersten Frau in der Position der Direktorin des französischen Sport- und Kulturbunds FSCF. Getreu ihrem Motto „Ernsthaft arbeiten, ohne sich ernst zu nehmen“ machte sie aus dem Bundessitz ein richtiges Unternehmen, indem sie dort eine ganze Reihe an beruflichen Qualifikationen sowohl im ehrenamtlichen Bereich als auch bei den hauptberuflichen Mitarbeitern und den gewählten Mitgliedern des Verbands aufbaute. Im Veranstaltungsbereich trat sie neben der Ausrichtung der regelmäßigen Tagungen und Jahreshauptversammlungen insbesondere durch die Organisation folgender Veranstaltungen hervor: 2008 mit einem großen universitären Symposium in Cergy-Pontoise (Val-d’Oise), anlässlich des 110. Jahrestages der französischen Sport- und Kulturbunds FSCF; 2009 mit den Winterspielen des weltweiten Dachverbands der katholischen Sportverbände FICEP (Fédération Internationale Catholique d’Education Physique et Sportive) in den Wintersportstätten von Val-Cenis und Bessans.
In dieser Funktion nahm sie auch an der Sport- und Kulturarbeit der Assembleé nationale relatifs au sport et à la culture teil und pflegte die Beziehung zum französischen Episkopat.

## Weiteres nationales Engagement
Sie vertrat den französischen Sport- und Kulturbund FSCF im Sozialrat der Sportbewegung CosMoS (Conseil social du mouvement sportif) und im Verwaltungsrat des Nationalverbands der Freiluftsportstätten UCPA (Union nationale des centres sportifs de plein air).
- 2006 vertrat sie den französischen Sport- und Kulturbund FSCF bei der Verbands- und Vereinskoordinierung für Kultur und Kommunikation COFAC[14] (Coordination des fédérations et des associations de culture et de communication), zu deren Generalsekretärin sie 2007 ernannt wurde.[5][15][16][17][18]

- 2008 war sie Mitglied in der Arbeitsgruppe Ausbildung des französischen nationalen olympischen und Sportkomitees CNOSF[19] (Comité national olympique et sportif français).

## Ehrungen und Auszeichnungen
Betty Weiss erhielt die Bronzemedaille für Jugend und Sport im Zuge ihrer Beförderung am 14. Juli 2005. Am 31. Dezember 2009 starb sie plötzlich.
Am 14. Januar 2014 wurde aufgrund einer Entscheidung des Leitungskomitees des französischen Sport- und Kulturbunds FSCF einem Sitzungssaal des Bundessitzes der Name von Betty Weiss verliehen.